# Соляни
Соляни (хорв. Soljani) — населений пункт у Хорватії, в Вуковарсько-Сремській жупанії у складі громади Врбаня.

## Населення
Населення за даними перепису 2011 року становило 1 245 осіб.
Динаміка чисельності населення поселення:

## Клімат
Середня річна температура становить 11,30 °C, середня максимальна – 25,75 °C, а середня мінімальна – -6,00 °C. Середня річна кількість опадів – 733 мм.
| Клімат поселення                              | Клімат поселення | Клімат поселення | Клімат поселення | Клімат поселення | Клімат поселення | Клімат поселення | Клімат поселення | Клімат поселення | Клімат поселення | Клімат поселення | Клімат поселення | Клімат поселення | Клімат поселення |
| Показник                                      | Січ.             | Лют.             | Бер.             | Квіт.            | Трав.            | Черв.            | Лип.             | Серп.            | Вер.             | Жовт.            | Лист.            | Груд.            |                  |
| Середній максимум, °C                         | 6,20             | 8,37             | 12,91            | 17,59            | 22,94            | 25,75            | 25,50            | 25,30            | 21,46            | 15,80            | 9,80             | 5,81             |                  |
| Середня температура, °C                       | 0,10             | 2,30             | 6,80             | 11,50            | 16,86            | 19,66            | 21,30            | 21,10            | 17,26            | 11,60            | 5,60             | 1,62             |                  |
| Середній мінімум, °C                          | −6               | −3,84            | 0,71             | 5,40             | 10,74            | 13,54            | 17,10            | 16,90            | 13,06            | 7,40             | 1,40             | −2,58            |                  |
| Норма опадів, мм                              | 47               | 42               | 45               | 57               | 68               | 96               | 75               | 66               | 56               | 59               | 66               | 56               |                  |
| Середньомісячна швидкість вітру, м/с          | 1.86             | 2.10             | 2.50             | 2.40             | 2.14             | 2.00             | 2.00             | 1.80             | 1.70             | 1.82             | 1.90             | 1.90             |                  |
| Середньомісячна сонячна радіація, кДж/м²·день | 4459             | 7219             | 11259            | 15672            | 19198            | 21391            | 22410            | 20444            | 15153            | 9603             | 5033             | 3704             |                  |
| --------------------------------------------- | ---------------- | ---------------- | ---------------- | ---------------- | ---------------- | ---------------- | ---------------- | ---------------- | ---------------- | ---------------- | ---------------- | ---------------- | ---------------- |
| Джерело:                                      |                  |                  |                  |                  |                  |                  |                  |                  |                  |                  |                  |                  |                  |